# Parc animalier Taïgan
Le parc animalier Taïgan est une institution culturelle de Crimée. Il est inscrit au Registre national des monuments immeubles d'Ukraine et en Russie .

## Galerie

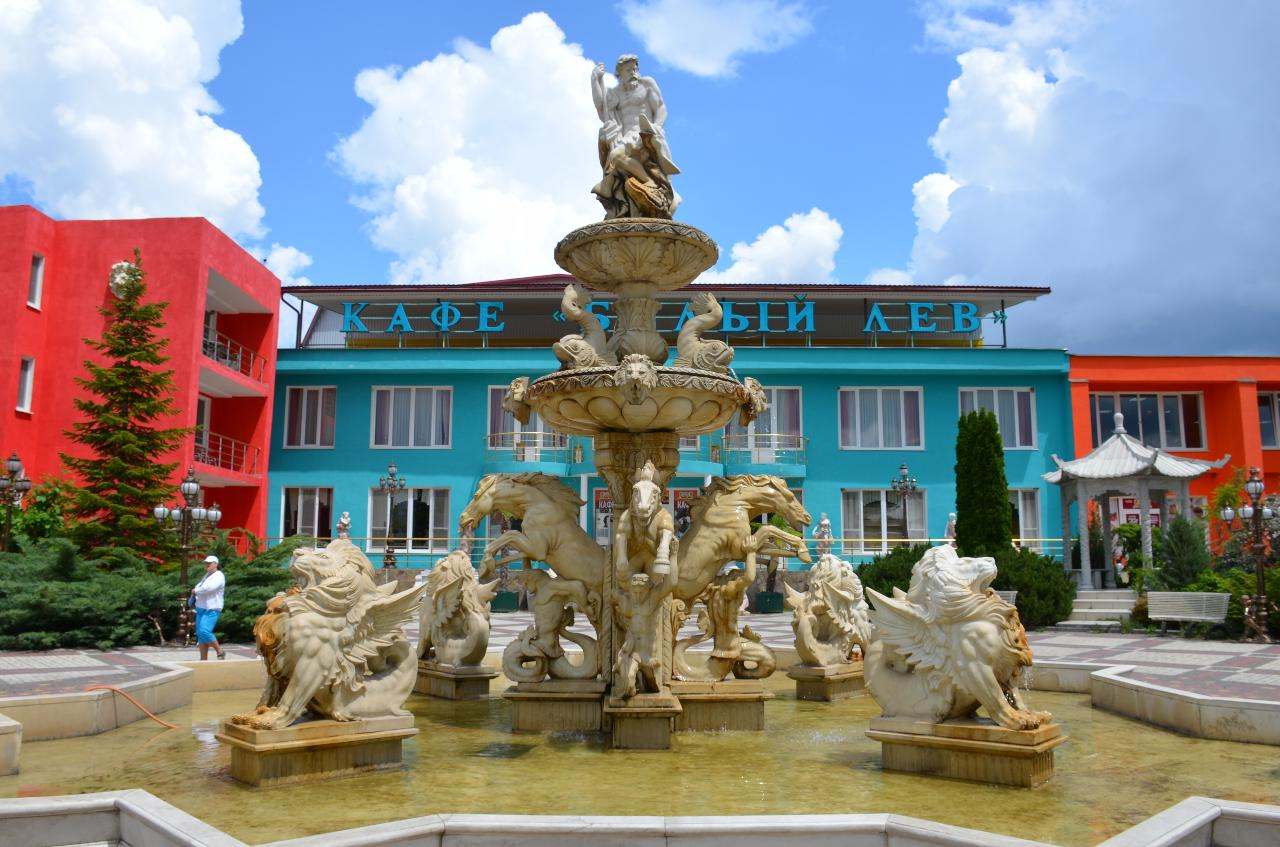
Infrastructure.
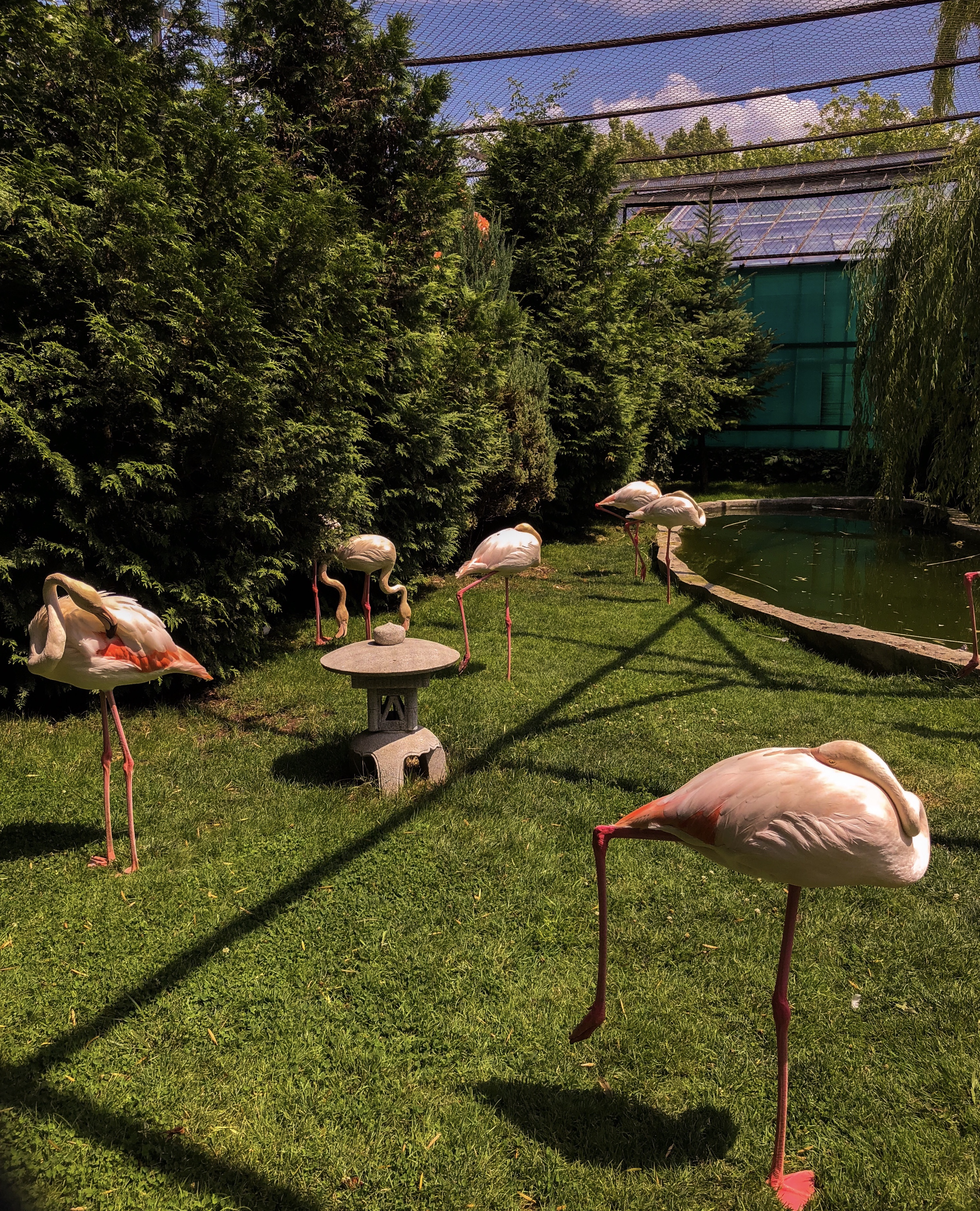
Flamants roses.
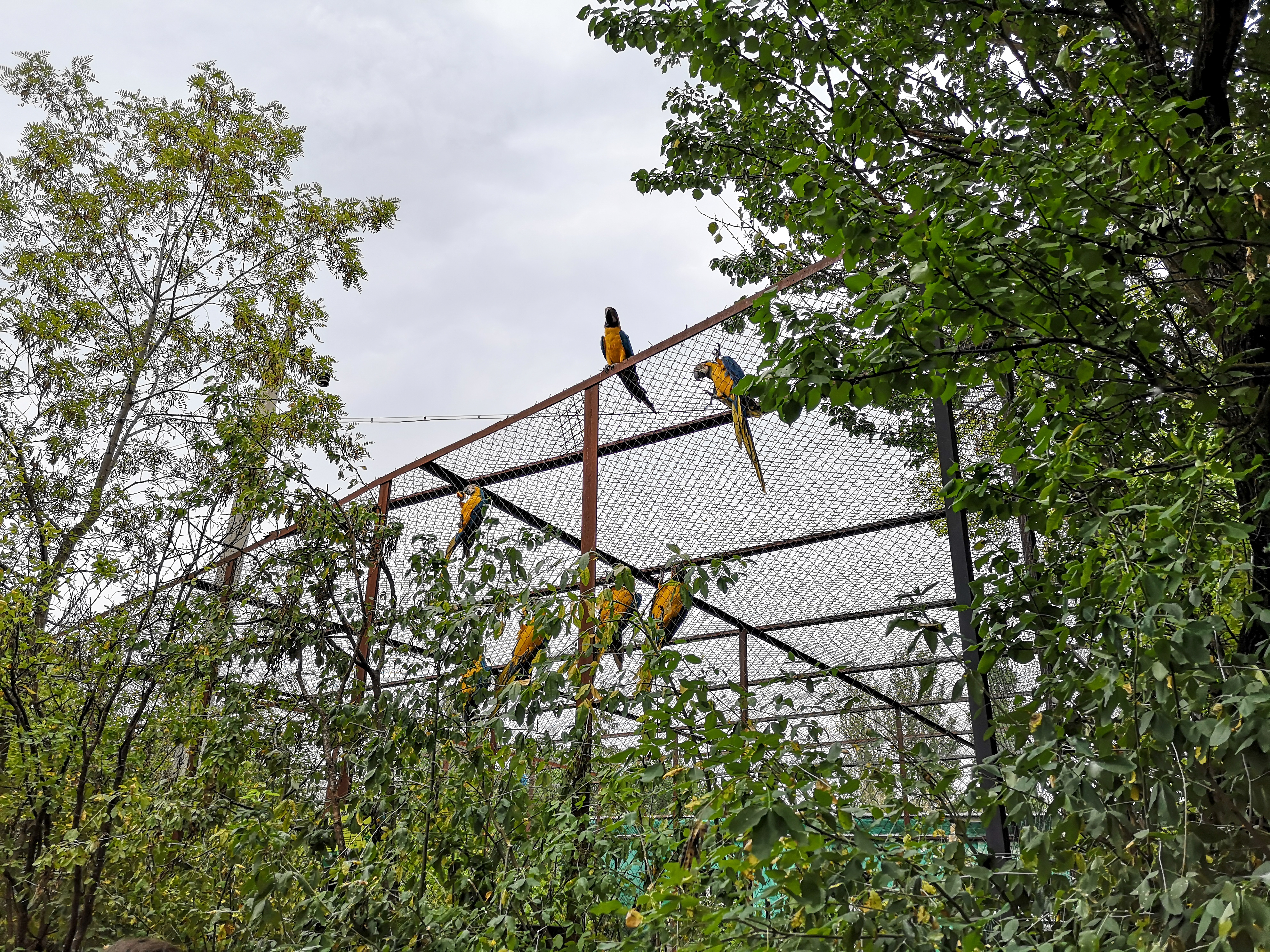
Aras.
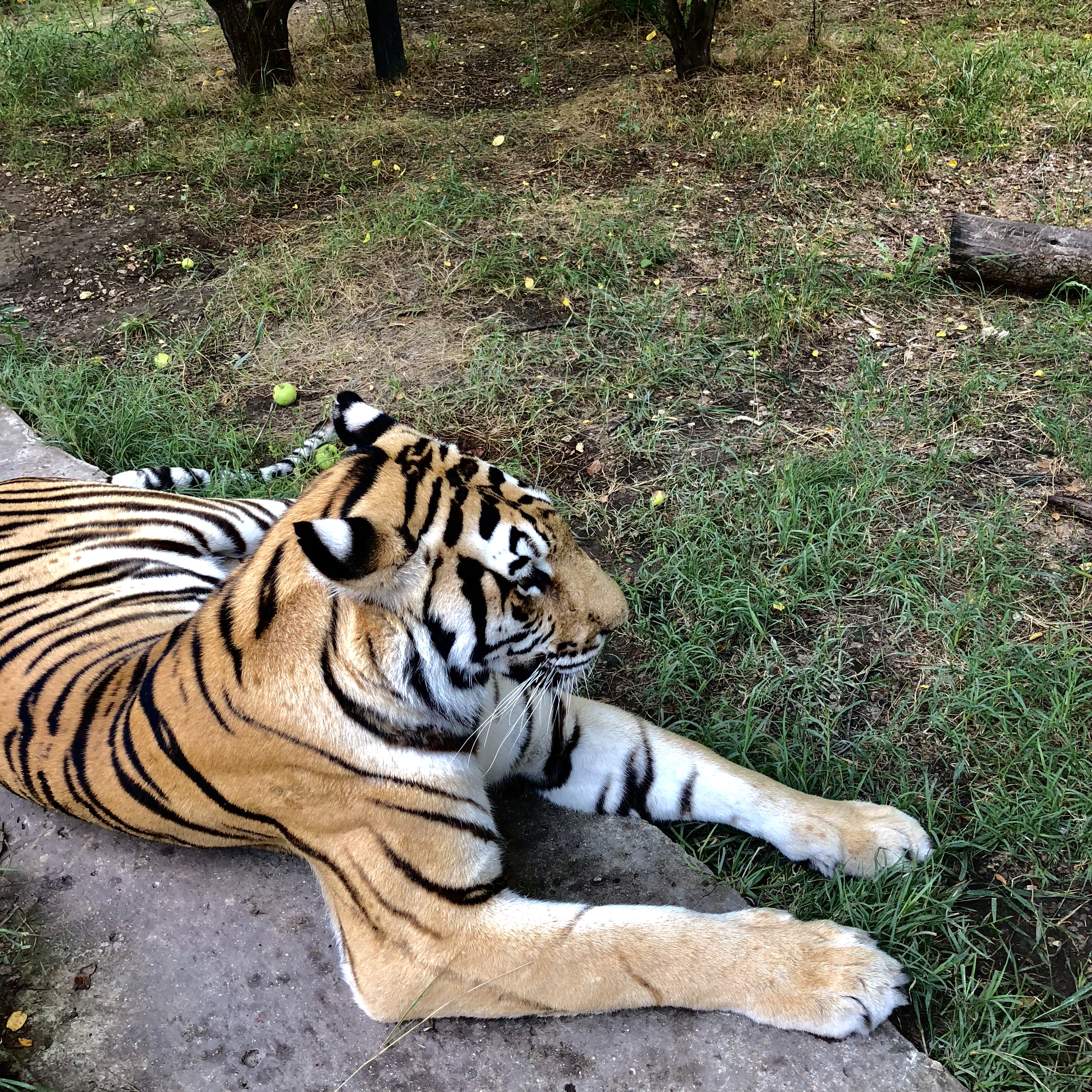
Tigre.
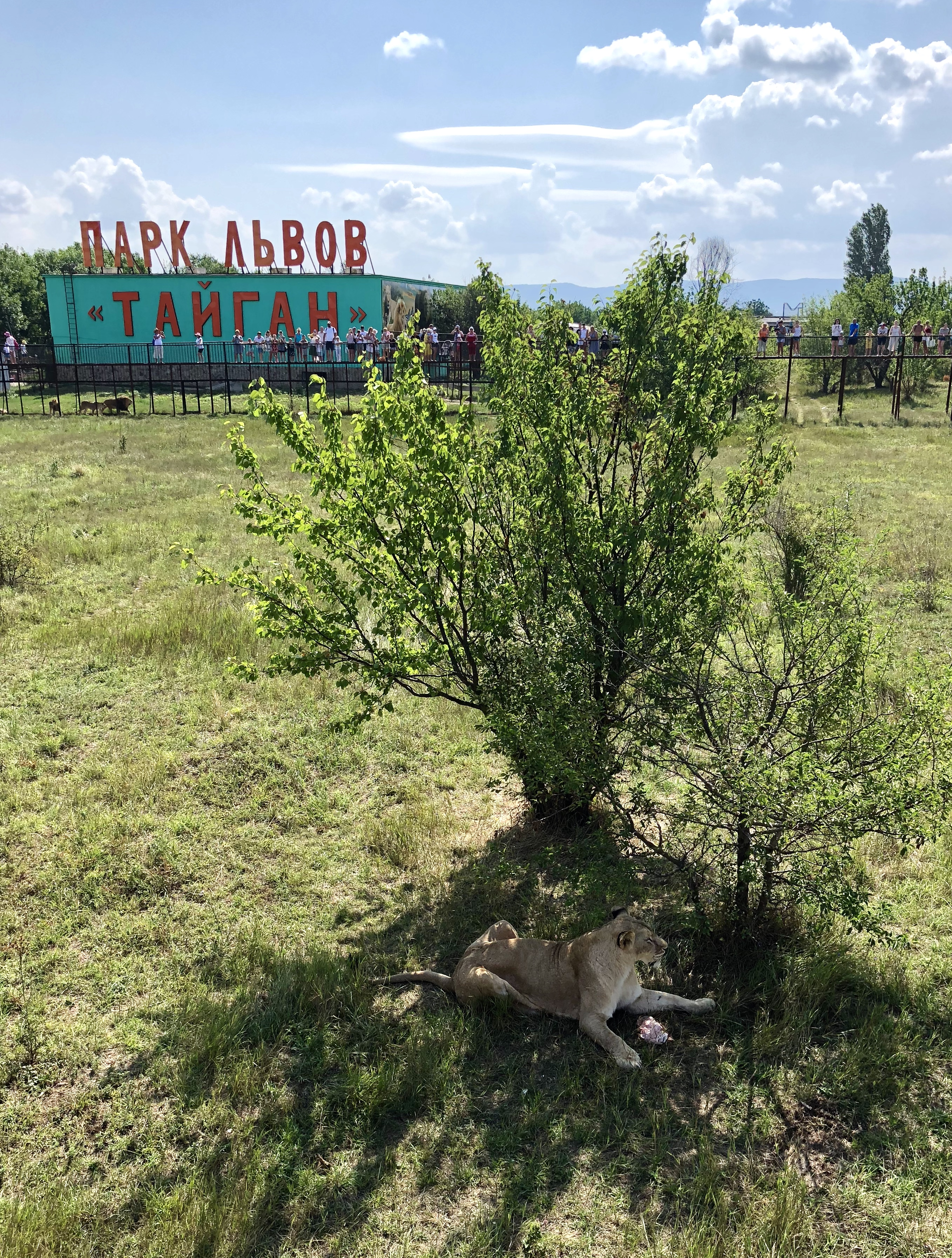
Lions et entrée.